# Sangiaccato di Kars
Il sangiaccato di Kars (in turco Kars Sancağı) era uno sangiaccati ottomani dell'Eyalet di Kars.

## Storia
Il sangiaccato fu fondato nel 1548 con la sconfitta dei Safavidi. Kars venne ricostruita per la seconda volta come fortezza ottomana nel 1579 (1580 secondo altre fonti) per opera di Lala Mustafa Pasha, e divenne capitale dell'omonimo eyalet e di sei sangiaccati. Nel corso dei secoli fu un'area di contesa nelle guerre ottomano-safavidi.
Dal 1867, con la riforma sui vilayet venne compreso nel Vilayet di Erzurum.
Dopo la sconfitta ottomana nella guerra russo-turca (1877-1878) fu ceduto alla Russia con il Trattato di Berlino nel 1878  e trasformato nell'Oblast' di Kars.
Nel 1918, dopo il Trattato di pace di Brest-Litovsk, il sangiaccato di Kars (con Ardahan e Batumi) fu ceduto nuovamente all'Impero ottomano.
Dopo la dissoluzione dell'Impero ottomano i sangiaccati furono aboliti e Kars divenne una provincia della neonata Repubblica di Turchia.

## Divisioni amministrative
Il sangiaccato comprendeva i seguenti kaza (distretti): Suragil maa Akbaba, Çirkas, Zarosat, Kağızman, maa Keçvan.